# محمد کوناته (بازیکن فوتبال، زاده ۱۹۹۷)
محمد کوناته (زادهٔ ۱۲ دسامبر ۱۹۹۷) بازیکن فوتبال اهل بورکینافاسو است که برای باشگاه فوتبال الریاض در لیگ برتر فوتبال عربستان سعودی در پست مهاجم بازی می‌کند.